# Кондратьева, Людмила Андреевна
Людми́ла Андре́евна Кондра́тьева  (род. 11 апреля 1958, Шахты, Ростовская область) — советская легкоатлетка, специализировалась в спринте. Олимпийская чемпионка. Заслуженный мастер спорта СССР (1978). Девятикратная чемпионка СССР в личном первенстве и эстафете.  Выступала за «Буревестник» (Ростов-на-Дону).

## Биография
Людмила Кондратьева начала тренироваться в различных дисциплинах лёгкой атлетики в спортивной школе в Ростове-на-Дону. Её первым тренером была Нина Васильевна Лазарченко. Первые серьёзные результаты Людмила показала в 1972 году и специалисты поначалу видели в ней перспективную многоборку. В 1973 году в возрасте 15 лет она выходит в финал чемпионата СССР в беге на 200 метров и выполняет норматив мастера спорта СССР. Становится ясно, что её призвание спринт.
Весной 1975 года Людмила переходит к новому тренеру Валерию Соковнину. Молодая спортсменка, показывавшая хорошие результаты на юниорских соревнованиях становится кандидатом в сборную СССР на Олимпийские игры 1976 года. Несмотря на это, тренер решает не форсировать подготовку и ставит целью подготовку к следующему чемпионату Европы.
В 1978 году Кондратьева впервые побеждает на чемпионате СССР. Первые крупные международные соревнования — чемпионат Европы в Праге 1978 года приносят большой успех Кондратьевой, она побеждает в беге на 200 метров и эстафете 4×100 метров.
В июне 1980 года Кондратьева превышает мировой рекорд на 100 метров — 10,87. В финале соревнований на 100 метров Олимпийских игр в Москве она становится чемпионкой опередив на 0,01 сек. спортсменку из ГДР, фаворита игр Марлиз Гёр. В этом забеге Людмила получила тяжёлую травму, пропустила эстафету 4×100 м и восстановиться смогла только в 1982 году. Игры 1984 года Кондратьевой пришлось пропустить из-за бойкота, хотя в этом году она вошла в хорошую спортивную форму.
В 1988 году на Олимпийских играх в Сеуле, в составе сборной СССР, завоевала бронзу в эстафете 4×100 метров. После игр она закончила спортивную карьеру.
В 1981 году окончила Ростовский государственный педагогический институт. Работала тренером, готовила юниорскую сборную России по легкоатлетическим многоборьям. В 2006 году работала тренером сборной Индонезии по лёгкой атлетике.
Награждена орденом Дружбы Народов (1980) и Орденом Знак Почёта (1985).

## Семья
Была замужем за известным легкоатлетом Юрием Седых. В семье родилась дочь Оксана (род. 1985), но их брак распался.

## Достижения
- Олимпийская чемпионка (1980).
- Чемпионка Европы (1978).
- Победитель соревнований на Кубок Европы (1979)
- Многократная чемпионка СССР и победитель соревнований Спартакиады народов СССР.
- Владела рекордом мира в беге на 100 метров[2] (1980—1983).